# De Libra (manzana)
De Libra es una variedad cultivar de manzano (Malus domestica). Esta manzana es originaria de Galicia, está cultivada en la colección de árboles frutales y banco de germoplasma de Mabegondo con el Nº 154; ejemplares procedentes de esquejes localizados en Herbón (La Coruña).

## Sinónimos
- "De a Libra".[4]

## Historia
La variedad 'De Libra' es conocida desde el siglo XVIII.

## Características
El manzano de la variedad 'De Libra' tiene un vigor elevado. Tamaño grande y porte erguido.
Época de inicio de brotación a partir del 14 abril y de floración a partir de 28 abril.
Las hojas tienen una longitud del limbo de tamaño largo, con la máxima anchura del limbo ancha. Longitud de las estípulas media y la máxima anchura de las estípulas es media. Denticulación del borde del limbo es ondulado con la forma del ápice del limbo acuminado y la forma de la base del limbo es cordiforme. Tienen ausencia de subestípulas.
Sus flores tienen una longitud de los pétalos media, anchura de los pétalos es ancha, disposición de los pétalos en contacto entre sí, con una longitud del pedúnculo corta.
La variedad de manzana 'De Libra' tiene un fruto de tamaño grande, de forma plana-globosa, de color amarillo, con chapa lavada, con intensidad pálida. Epidermis de textura desigual con pruina en su superficie, y con presencia de cera media. Sensibilidad al "russeting" (pardeamiento áspero superficial que presentan algunas variedades)  poco sensible. Con lenticelas de tamaño grande. Pedúnculo estrecho y de tamaño largo, siendo la cavidad peduncular profunda y ancha. Con pulpa de color crema, firmeza intermedia y textura intermedia; jugosidad intermedia con sabor de acidez baja y dulces, poco aromática.
Época de maduración y recolección a partir del 15 octubre. 'De Libra' es una excelente manzana de mesa y también se utiliza en producción de empanadas gallegas con manzana.

## Susceptibilidades
- Oidio: ataque débil
- Moteado: no presenta
- Raíces aéreas: no presenta
- Momificado: no presenta
- Pulgón lanígero: ataque débil
- Pulgón verde: ataque débil
- Araña roja: no presenta
- Chancro: no presenta[3]